# Bundesstraße 4
Pour les articles homonymes, voir B4 et Route B4.
La Bundesstraße 4 (abrégé en B 4) est une Bundesstraße reliant Bad Bramstedt à Nuremberg, en passant par Hambourg, Brunswick et Erfurt.

## Localités traversées
- Bad Bramstedt
- Lentföhrden
- Quickborn
- Hambourg
- Maschen
- Winsen
- Lunebourg
- Melbeck
- Uelzen
- Gifhorn
- Brunswick
- Bad Harzburg
- Braunlage
- Nordhausen
- Sondershausen
- Greußen
- Straußfurt
- Gebesee
- Erfurt
- Ilmenau
- Schleusingen
- Eisfeld
- Rottenbach
- Cobourg
- Breitengüßbach
- Hallstadt
- Bamberg
- Erlangen
- Nuremberg